# Takeuchi Mariya
Mariya Takeuchi (竹内 まりや Takeuchi Mariya, sinh ngày 20 tháng 3 năm 1955) là một ca sĩ và nhạc sĩ người Nhật Bản. Cô đến từ Taisha, Shimane, nay thuộc thành phố Izumo.

## Cuộc đời và sự nghiệp

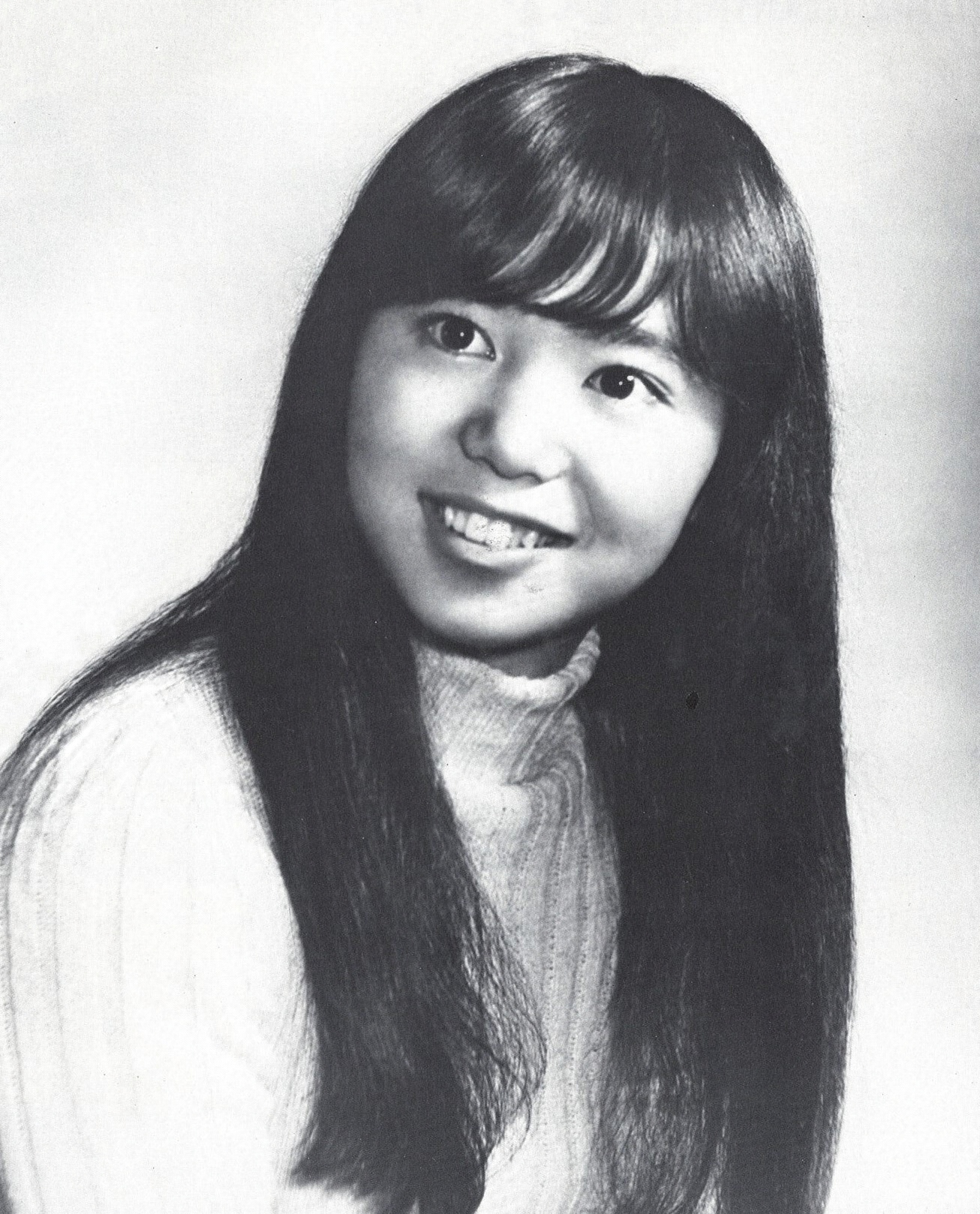
Hình Takeuchi trong cuốn kỷ yếu niên khóa 1972-1973

Takeuchi sinh ra tại thành phố Taisha, quận Shimane thuộc quận Hikawa. Cô dành một năm để học tại Hoa Kỳ lúc cô đang học Trung học. Sự nghiệp âm nhạc của cô bắt đầu vào năm 1978 khi cô đang học tại trường đại học Keio, với đĩa đơn "Modotte-Oide, Watashi no Jikan" (Please come back, my time) và album Beginning. Đĩa đơn năm 1979 "September" và năm 1980 "Fushigi na Piichi Pai" (Mysterious Peach Pie) đều trở thành những hits thời bấy giờ. Takeuchi đã có ít nhất một ca khúc được trình diễn trong chương trình trên đài NHK là Minna no Uta.
Tính đến tháng 9 năm 2014, Takeuchi đã ra mắt 12 album phòng thu, 42 đĩa đơn, một số tuyển tập và một album trực tiếp được ghi vào năm 2000. Tổng số doanh thu bán đĩa của cô ước tính hơn 16 triệu bản đến năm 2009. Album phát hành năm 1994, Impressions, đã bán hơn 3 triệu bản chỉ tính riêng tại Nhật Bản, trở thành album bán chạy nhất trong sự nghiệp của cô.

### Tại Nhật Bản
Vào năm 1978, khi đang còn học tại trường đại học Keio, Takeuchi đã bắt đầu sự nghiệp với đĩa đơn "Modotte-Oide, Watashi no Jikan". Cho đến cuối những năm 1970s tới những năm đầu thập niên 1980s, cô đã thu âm năm album và một số đĩa đơn, bao gồm bản hit "Fushigi na Peach Pie". Những bản ghi âm đó đều được hợp tác với những nhạc sĩ, nhạc công và những nhà sản xuất nổi bật, bao gồm cả David Foster, Jim Keltner, Jay Graydon, Steve Lukather, Jeff Porcaro, David Hungate, Kazuhiko Kato, Kunihiko Kase, Shigeru Suzuki, Takashi Matsumoto và cả người chồng tương lai của cô, Tatsuro Yamashita. "Heart to Heart", một trong những ca khúc của cô (viết cùng tới Roger Nichols, phát hành năm 1980) được thu âm bởi ban nhạc anh em The Carpenters.
Vào tháng 4 năm 1982, Takeuchi kết hôn với ca sĩ - nhạc sĩ Tatsuro Yamashita, và tạm ngưng sự nghiệp âm nhạc một thời gian sau khi cô mang thai. Trở lại ngành công nghiệp âm nhạc Nhật Bản vào năm 1984, cô đã đạt được nhiều thành công thương mại to lớn — hơn cả lúc cô còn độc thân. Kể từ khi trở lại, cô đã thu âm bảy album phòng thu rất thành công, chủ yếu bao gồm các bài hát do cô tự sáng tác, và tất cả đều đứng đầu bảng xếp hạng Oricon Nhật Bản. Vừa là ca sĩ - nhạc sĩ, cô đã sản xuất tám ca khúc nằm trong top-ten đĩa đơn trong bảng xếp hạng Oricon, bao gồm "Single Again", "Kokuhaku", "Junai Rhapsody", "Konya wa Hearty Party" và bản hit thành công nhất của cô "Camouflage".
Ngoài việc trình diễn, Takeuchi cũng đồng thời sáng tác nhiều ca khúc và lời bài hát cho những ca sĩ khác, như Yukiko Okada, Hiroko Yakushimaru, Hiromi Iwasaki, Masahiko Kondo, Masayuki Suzuki và Tackey & Tsubasa. Một số ca khúc trong đó cũng đạt được thứ hạng cao trong bảng xếp hạng Oricon, như "Kenka o Yamete" và "Invitation" trình bày bởi Naoko Kawai, "Iro (White Blend)" trình bày bởi Miho Nakayama và "Maji de Koi Suru 5 Byoumae" bởi Ryōko Hirosue. Takeuchi thường phát hành lại các ca khúc đó trong những album của cô. "Eki", một ca khúc gốc được sáng tác trong album của Akina Nakamori, trở nên nổi tiếng bởi bản thu âm của nhạc sĩ sáng tác ca khúc đó, cũng chính là Takeuchi. "Genki o Dashite", ca khúc đầu tiên được thu âm bởi Hiroko Yakushimaru, được công nhận là một trong những tác phẩm nổi bật của Takeuchi, mặc dù không được phát hành dưới dạng đĩa đơn. Ca khúc đó đã được Hitomi Shimatani cover lại vào 2003, cũng trở thành một bản hit.

### Thành công ở nước ngoài
Ở nước ngoài, cô được biết đến rộng rãi qua bài hát Plastic Love, trích từ album Variety, ra mắt ngày 25 tháng 04 năm 1984. Album đã đạt vị trí #1 trên BXH Oricon Nhật Bản năm 1984, bài hát này sau đó được ra mắt dưới dạng đĩa đơn năm 1985 và đạt vị trí #86 tại BXH trên. Bài hát đã được các nhà phê bình khen ngợi, trang Noisey của Vice đã gọi đây là "bài hát pop tuyệt vời nhất thế giới", ban nhạc Gorillaz nhắc đến Takeuchi như "một người phụ nữ tuyệt vời của nhạc funk Nhật Bản".
Bài hát sau này đã được một kênh YouTube tên là Plastic Lover tải lên vào ngày 05 tháng 07 năm 2017 (trước đó cũng đã được tải lên YouTube nhưng đã bị gỡ xuống). Tính đến tháng 12 năm 2018, phiên bản này đã nhận được khoảng 24 triệu lượt xem. Tuy nhiên vào ngày 28 tháng 12 năm 2018, video trên cũng đã bị gỡ xuống do xung đột về bản quyền hình ảnh (hình ảnh sử dụng trong video được lấy từ bìa đĩa đơn Sweetest Music năm 1980 do nhiếp ảnh gia Alan Levenson chụp). Sau một thời gian đàm phán giữa chủ kênh YouTube và tác giả bức ảnh, đến tháng 05 năm 2019, video trên đã xuất hiện trở lại trên YouTube. Tính đến tháng 06 năm 2021, video này đã nhận được hơn 66 triệu lượt xem.
Ngày 17 tháng 05 năm 2019, 35 năm sau khi bài hát được phát hành, phiên bản MV ngắn cho bài hát do Kyōtaro Hayashi đạo diễn đã được hãng Warner Music Nhật Bản đăng tải lên YouTube. Tính đến tháng 03 năm 2020, MV này đã nhận được gần 2 triệu lượt xem.

## Đời tư
Chồng cô là ca sĩ Tatsuro Yamashita, họ đã sinh một con gái.

## Danh sách đĩa nhạc
- Bảng xếp hạng - Oricon (Japan)

### Albums
- Beginning (1978) - #17
- University Street (1979) - #7
- Love Songs (1980) - #1
- Miss M (1980) - #14
- Portrait (1981) - #14
- Viva Mariya!! (tuyển tập, 1982) - #32
- Variety (1984) - #1
- Request (1987) - #1 110,000
- Quiet Life (1992) - #1 1,115,000
- Impressions (tuyển tập, 1994) - #1 3,050,000
- Morning Glory (tuyển tập, 1997)
- Souvenir: Mariya Takeuchi Live (album trực tiếp, 2000) - #3 332,000
- Bon Appetit! (2001) - #1 1,171,000
- Longtime Favorites (cover album, 2004) - #1 263,000
- Denim (2007) - #1 435,000
- Expressions (tuyển tập, 2008) - #1 791,422 (tính đến 14, 2009)
- Mariya's Songbook (tuyển tập, 2013)
- Trad (2014) - #1

### Đĩa đơn
- "Modotte Oide, Watashi no Jikan (戻っておいで･私の時間?)" (1978) - #84
- "Dream of You: Lemon Lime no Aoi Kaze (ドリーム・オブ・ユー～レモンライムの青い風～?)" (1979) - #30
- "September" (1979) - #39
- "Fushigi na Peach Pie (不思議なピーチパイ?)" (1980) - #3
- "Futari no Vacance (二人のバカンス?)" (1980) - #42
- "Ichigo no Yūwaku (イチゴの誘惑?)" (1981) - #80
- "Special Delivery: Tokubetsu Kokubin (特別航空便?)" / "Crying All Night Long" (1981) - chưa được xếp hạng
- "Natalie" (1981) - #70
- "Mou Ichido (もう一度?)"/"Honki de Only You (本気でオンリーユー?) (Let's Get Married)" (1984) - #20
- "Mersey Beat de Utawasete (マージービートで唄わせて?)" (1984) - #78
- "Plastic Love" (1985) - #86
- "Koi no Arashi (恋の嵐?)" (1986) - #20
- "Toki no Tabibito (時空の旅人?)" (1986) - #46
- "Yume no Tsuzuki (夢の続き?)" (1987) - #43
- "Eki (駅?)"/"After Years" (1987) - #55
- "Genki o Dashite (元気を出して?)" (1988) -#70
- "Single Again" (1989) - #2
- "Kokuhaku (告白?)" (1990) - #3
- "Eki (駅?)" (Re-issue, 1991) - #18
- "Manhattan Kiss" (1992) - #11
- "Uchi ni Kaerō (家に帰ろう?) (My Sweet Home)" (1992) - #18
- "Shiawase no Sagashikata (幸せの探し方?)" (1992) - #42
- "Ashita no Watashi (明日の私?)" (1994) - #19
- "Junai Rhapsody (純愛ラプソディ?)" (1994) - #5
- "Honki de Only You (本気でオンリーユー?) (Let's Get Married)" (Re-issue, 1994) - #48
- "Kon'ya wa Hearty Party (今夜はHearty Party?)" (1995) - #3
- "Lonely Woman"(1996) - #13
- "Camouflage" / "Winter Lovers"(1998) - #1
- "Mou Ichido (もう一度?)" (Re-issue, 1999) #35
- "Tenshi no Tameiki (天使のため息?)" (1999) - #6
- "Mayonaka no Nightingale (真夜中のナイチンゲール?)" (2001) - #7
- "Mainichi ga Special (毎日がスペシャル?)" (2001) - #40
- "Nostalgia" (2001) - #30
- "Henshin (返信?)" / "Synchronicity" (2006) - #8
- "Slow Love"(2006) - #30
- "Ashita no Nai Koi (明日のない恋?)" (2006) - #19
- "Chance no Maegami (チャンスの前髪?)" (song ca cùng Yuko Hara, 2007) - #23
- "Tasogare Diary (たそがれダイアリー?)" (2013)